# Supercopa Sudamericana 1993
Navigation
Édition précédente Édition suivante
La Supercopa Sudamericana 1993 voit le sacre du club brésilien de São Paulo FC qui bat son compatriote du CR Flamengo en finale 100 % auriverde, lors de cette sixième édition de la Supercopa Sudamericana, une compétition disputée par tous les anciens vainqueurs de la Copa Libertadores. Toutes les rencontres sont disputées en matchs aller et retour et la règle des buts marqués à l'extérieur n'est pas appliquée. 
C'est le troisième titre consécutif pour une équipe brésilienne et c'est la seule finale ayant vu s'affronter deux clubs brésiliens. São Paulo FC devient la deuxième équipe après Club Olimpia à enchaîner une victoire en Supercopa Libertadores après un sacre en Copa Libertadores.

## Équipes engagées
- Peñarol - Vainqueur en 1960, 1961, 1966, 1982 et 1987
- Santos FC - Vainqueur en 1962 et 1963
- CA Independiente - Vainqueur en 1964, 1965, 1972, 1973, 1974, 1975 et 1984
- Racing Club de Avellaneda - Vainqueur en 1967
- Estudiantes de La Plata - Vainqueur en 1968, 1969 et 1970
- Club Nacional de Football - Vainqueur en 1971, 1980 et 1988
- Cruzeiro EC - Vainqueur en 1976
- CA Boca Juniors - Vainqueur en 1977 et 1978
- Club Olimpia - Vainqueur en 1979 et 1990
- CR Flamengo - Vainqueur en 1981
- Grêmio Porto Alegre - Vainqueur en 1983
- Argentinos Juniors - Vainqueur en 1985
- CA River Plate - Vainqueur en 1986
- Atlético Nacional - Vainqueur en 1989
- Colo Colo - Vainqueur en 1991
- São Paulo FC - Vainqueur en 1992 et 1993

## Premier tour
| Équipe 1                  | Résultat | Équipe 2                  | Aller | Retour |
| ------------------------- | -------- | ------------------------- | ----- | ------ |
| 'Cruzeiro EC'T            | 9 - 4    | Colo Colo                 | 6 - 1 | 3 - 3  |
| Club Nacional de Football | 4 - 2    | Racing Club de Avellaneda | 1 - 1 | 3 - 1  |
| Club Olimpia              | 2 - 4    | CR Flamengo               | 1 - 0 | 1 - 3  |
| CA River Plate            | 4 - 2    | Argentinos Juniors        | 2 - 1 | 2 - 1  |
| Estudiantes de La Plata   | 5 - 1    | Boca Juniors              | 2 - 0 | 3 - 1  |
| Santos FC                 | 0 - 1    | Atlético Nacional         | 0 - 0 | 0 - 1  |
| Peñarol                   | 1 - 2    | Grêmio Porto Alegre       | 1 - 0 | 0 - 2  |
| São Paulo FC              | 3 - 1    | CA Independiente          | 2 - 0 | 1 - 1  |

## Quarts de finale
| Équipe 1          | Résultat      | Équipe 2                  | Aller | Retour |
| ----------------- | ------------- | ------------------------- | ----- | ------ |
| Atlético Nacional | 2 - 0         | Estudiantes de La Plata   | 1 - 0 | 1 - 0  |
| Cruzeiro ECT      | 4 - 4 2-4 tab | Club Nacional de Football | 1 - 2 | 3 - 2  |
| São Paulo FC      | 3 - 2         | Grêmio Porto Alegre       | 2 - 2 | 1 - 0  |
| CA River Plate    | 2 - 2 5-6 tab | CR Flamengo               | 2 - 1 | 0 - 1  |

## Demi-finales
| Équipe 1     | Résultat      | Équipe 2                  | Aller | Retour |
| ------------ | ------------- | ------------------------- | ----- | ------ |
| São Paulo FC | 2 - 2 5-4 tab | Atlético Nacional         | 1 - 0 | 1 - 2  |
| CR Flamengo  | 5 - 1         | Club Nacional de Football | 2 - 1 | 3 - 0  |

## Finale
- Matchs disputés les 18 et 24 novembre 1993.

| Équipe 1    | Résultat      | Équipe 2     | Aller | Retour |
| ----------- | ------------- | ------------ | ----- | ------ |
| CR Flamengo | 4 - 4 4-5 tab | São Paulo FC | 2 - 2 | 2 - 2  |